# Jordan Simpson
Jordan Simpson (* 28. August 1985 in Sydney) ist ein australischer ehemaliger Fußballspieler. Er spielte im Mittelfeld. Sein Zwillingsbruder Tyler Simpson († 2011) war zeitweise ebenfalls Profifußballer.

## Karriere
Simpson machte seine ersten Schritte im Seniorenbereich bei den Northern Tigers in der New South Wales Winter Super League, der zweithöchsten Spielklasse des Bundesstaates New South Wales. 2005 unterschrieb er wie auch sein Bruder Tyler einen Profivertrag beim A-League-Klub Queensland Roar und absolvierte sechs Einsätze in der höchsten Spielklasse Australiens. Zur Saison 2006/07 wechselte Simpson zum Schweizer Klub BSC Young Boys, kam dort aber im Laufe der Saison nur zu vier Kurzeinsätzen in der Liga und kehrte nach einem Jahr wieder nach Australien zurück. Von September bis November 2007 stand er als Ersatz für einen verletzten Spieler beim australischen Erstligisten Perth Glory im Aufgebot und kam in dieser Zeit zu sechs Einsätzen. Anschließend spielte er bei den Blacktown City Demons in der New South Wales Premier League. 
Im August 2008 unterschrieb Simpson einen längerfristigen Vertrag beim finnischen Verein FF Jaro, der aber bereits im Februar 2009 wieder aufgelöst wurde. Simpson kehrte ablösefrei nach Australien zurück und schloss sich Sydney Olympic an.